# Perils of the Deep Blue
Perils of the Deep Blue – szósty studyjny album norweskiego zespołu gothicmetalowego Sirenia, został wydany 28 czerwca 2013 roku przez wytwórnię płytową Nuclear Blast.
Do pierwszego singla "Seven Widows Weep" został zrealizowany teledysk.

## Lista utworów
Opracowano na podstawie materiału źródłowego.
Wszystkie utwory zostały napisane, skomponowane i zaaranżowane przez Mortena Velanda.
1. „Ducere Me In Lucem” – 3:33
2. „Seven Widows Weep” – 6:57
3. „My Destiny Coming To Pass” – 5:16
4. „Ditt Endelikt” – 6:10
5. „Cold Caress” – 5:57
6. „Darkling” – 5:35
7. „Decadence” – 4:58
8. „Stille Kom Døden” – 12:42
9. „The Funeral March” – 5:34
10. „Profound Scars” – 6:09
11. „A Blizzard Is Storming” – 4:49
12. „Chains” – 4:24 (utwór dodatkowy)
13. „Blue Colleen” – 5:01 (utwór dodatkowy)
14. „Once A Star” – 5:51 (utwór dodatkowy)

## Twórcy
Opracowano na podstawie materiału źródłowego.
| Zespół Sirenia w składzie - Ailyn – śpiew, hiszpańskie tłumaczenie ścieżki czwartej - Morten Veland – śpiew, gitara, gitara basowa, instrumenty klawiszowe, perkusja, muzyka, słowa, kompozycje i aranżacje, produkcja muzyczna, miksowanie, inżynieria dźwięku, ukulele, flet, mandolina, harmonijka ustna Muzycy sesyjni - Pilar Garcia ruiz – hiszpańskie tłumaczenie ścieżki czwartej - Joakim Næss – wokal w utworze czwartym Nagrania - Endre Kirkesola - mastering | The Sirenian Choir - Damien Surian - Mathieu Landry - Emmanuelle Zoldan - Emilie Lesbros Inni - Jaap Wagemaker – A&R - Anne Stokes – okładka - Tom Knudsen – zdjęcia - Wendy van den Bogert – design, layout |